# Вальтер Ортлепп
Вальтер Ортлепп (нім. Walter Ortlepp; 9 липня 1900, Гота — 23 жовтня 1971, Ашаффенбург) — німецький юрист і політик, бригадефюрер СС.

## Біографія
Після закінчення гімназії в 1918 році був призваний в армію. В 1919/22 роках здобув юридичну освіту в Геттінгенському та Єнському університетах. З 1922 року перебував на прусській юридичній службі. З серпня 1926 року — співробітник сенату, з 1927 по червень 1930 — земельного суду Веймара. У вересні 1923 року вступив у НСДАП (квиток №45 154), повторно вступив у вересні 1927 року (квиток №66 836). В липні 1930 року, після того, як міністерство внутрішніх справ Тюрингії очолив Вільгельм Фрік, був призначений керівником земельної кримінальної поліції Тюрингії та заступником директора поліції Веймара. З 1932 року — член ландтагу Тюрингії. У вересні 1931 року вступив в СС (посвідчення №11 319). З кінця 1933 по квітень 1943 року — член СД. З вересня 1932 року — директор поліції Веймара. Після приходу нацистів до влади в квітні 1933 року став президентом поліції Веймара, одночасно з липня 1933 року — особистий референт намісника Тюрингії і голова міської ради Веймара. В листопаді 1933 року обраний депутатом Рейхстагу. В 1936/38 роках — президент земельного товариства Німецького Червоного Хреста в Тюрингії. В 1937/45 роках — генеральний головний керівник Німецького Червоного Хреста.
28 травня 1945 року заарештований американськими військами. В серпні 1948 року на процесі з денацифікації був визнаний «головним злочинцем» і засуджений до чотирьох років трудових таборів, проте в тому ж місяці був умовно звільнений. Працював у фірмі Zellstoffwerke AG. В серпні 1950 року Центральна судова палата Північного Вюртембергу зарахувала Ортлеппа до «винуватців» і засудила до 3 3/4 років таборів, конфіскації майна і заборони працювати на державній службі, проте йому зарахували перебування в таборі для інтернованих. У вересні 1951 року подав прем'єр-міністру Баден-Вюртембергу прохання про помилування, яке не було задоволене, проте конфіскація майна була скасована. В 1953/60 роках працював помічником юриста в різних юридичних фірмах Ашаффенбурга. В лютому 1960 року Ортлеппу було повернуте право працювати на державній службі. З 1962 року працював адвокатом.

## Звання
- Штурмфюрер СС (4 вересня 1931)
- Штурмгауптфюрер СС (1 жовтня 1932)
- Штурмбанфюрер СС (20 квітня 1933)
- Штандартенфюрер СС (21 вересня 1933)
- Оберфюрер СС (20 жовтня 1935)
- Бригадефюрер СС (20 квітня 1937)

## Нагороди
- Золотий партійний знак НСДАП
- Почесний хрест ветерана війни
- Кільце «Мертва голова»
- Почесна шпага рейхсфюрера СС
- Хрест Воєнних заслуг 2-го і 1-го класу